# エリリア (オハイオ州)
エリリア（イリリア、Elyria [əˈlɪəriə]）は、アメリカ合衆国オハイオ州の都市。ロレイン郡の郡庁所在地である。人口は5万2656人（2020年）。クリーブランドの西40kmに位置する郊外都市である。
市名は創設者であるヒーマン・イーライ（イーリー、Heman Ely）に因んでおり、「リア」の部分はギリシア語名のイリュリアから来ている。

## 歴史
エリリアは1817年、エリー湖に注ぐブラック川の河畔に、ヒーマン・イーライによって創設された。1822年にカヤホガ、メダイナ、およびヒューロン各郡のそれぞれ一部を分割・再編して、ロレイン郡が創設されると、イーライの尽力もあって、その翌々年の1824年に、郡庁がエリリアに置かれた。

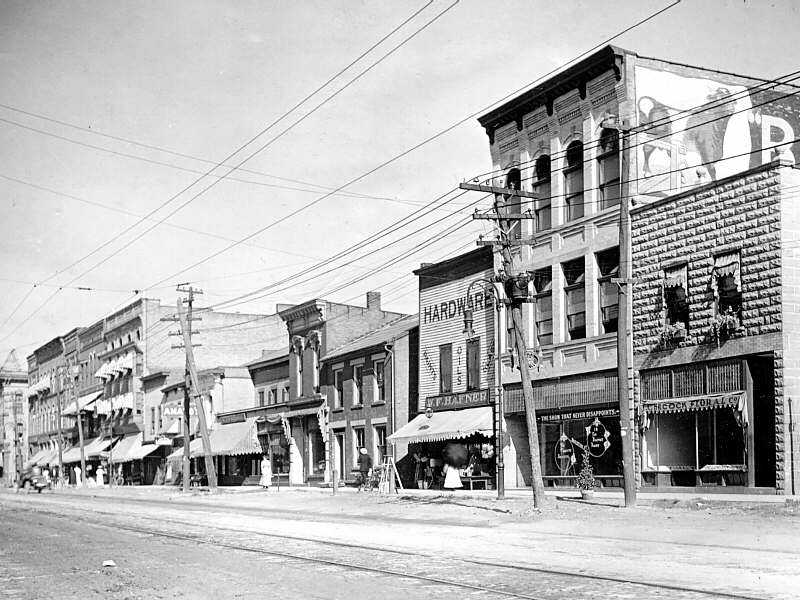
ブロード・ストリート（1915年）

やがて19世紀も後半から終盤に入ると、エリリアは地域の商工業の中心地へと発展し、周辺の農村に住む農民に製品が生産され、サービスが提供されるようになった。1900年代には、エリリアの人口は8,000人を超え、市内には電線や電話線が引かれ、レンガ造の中高層建築物が建ち並び、各所を結ぶ路面電車が走った。また、地元実業家アーサー・ガーフォードは、ヘンリー・フォードに対抗して、自身の自転車製造工場で自動車を製造した。1916年には、エリリア最初の高層建築物である、10階建て、高さ40.5mのロレイン・ナショナル・バンク・ビルディングが、ダウンタウンのミドル・アベニュー沿いに建てられた。
20世紀中盤に入っても、エリリアは地域の商工業の中心地として、そして近隣のロレインやクリーブランドへの交通の拠点として成長を続けた。クリーブランドの人口は1950年に914,808人を抱えたのをピークに、既に減少傾向にあったが、エリリアは郊外の住宅地として、クリーブランドから流出した人口を吸収してさらに成長した。1967年には、市北端にミッドウェイ・モールというショッピングモールが開店した。しかし、このモールが開店したことで、市中心部の商店はモール内、もしくは近隣に移転したり、閉店に追い込まれたりして、ダウンタウンの空洞化を招いた。やがて、ラストベルトの他の諸都市同様に、エリリア、ひいてはクリーブランド都市圏全体で、それまで地域経済を支えていた製造業が衰退し、エリリアの人口も1980年に57,538人を抱えたのをピークに、以降は微減に転じている。

## 地理

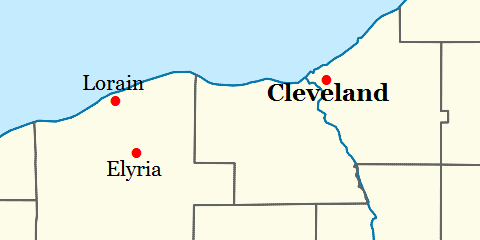
ロレイン、エリリア、クリーブランドの相対的な位置

エリリアは北緯41度22分24秒 西経82度6分6秒 / 北緯41.37333度 西経82.10167度に位置している。市はロレインの南東に隣接しており、クリーブランドからは西へ約40kmである。
アメリカ合衆国国勢調査局によると、エリリア市は総面積53.98km2（20.84mi2）である。そのうち53.28km2（20.57mi2）が陸地で0.70km2（0.27mi2）が水域である。総面積の1.31%が水域となっている。
ブラック川の東西両支流はエリリア市中心部を挟むように蛇行しながら北へ流れ、中心部の北で合流する。合流して1本になったブラック川はさらに北進し、流路を西に変えてロレイン港でエリー湖に注ぐ。
エリリアを含むクリーブランド都市圏の気候は温暖で湿気の多い夏と寒い冬に特徴付けられる。またカナダからの寒気がエリー湖で湿気を増すため、クリーブランド都市圏における冬季の降雪量は多く、ブリザードも吹く。気候についての詳細は、クリーブランド (オハイオ州)#気候を参照のこと。

### 都市概観

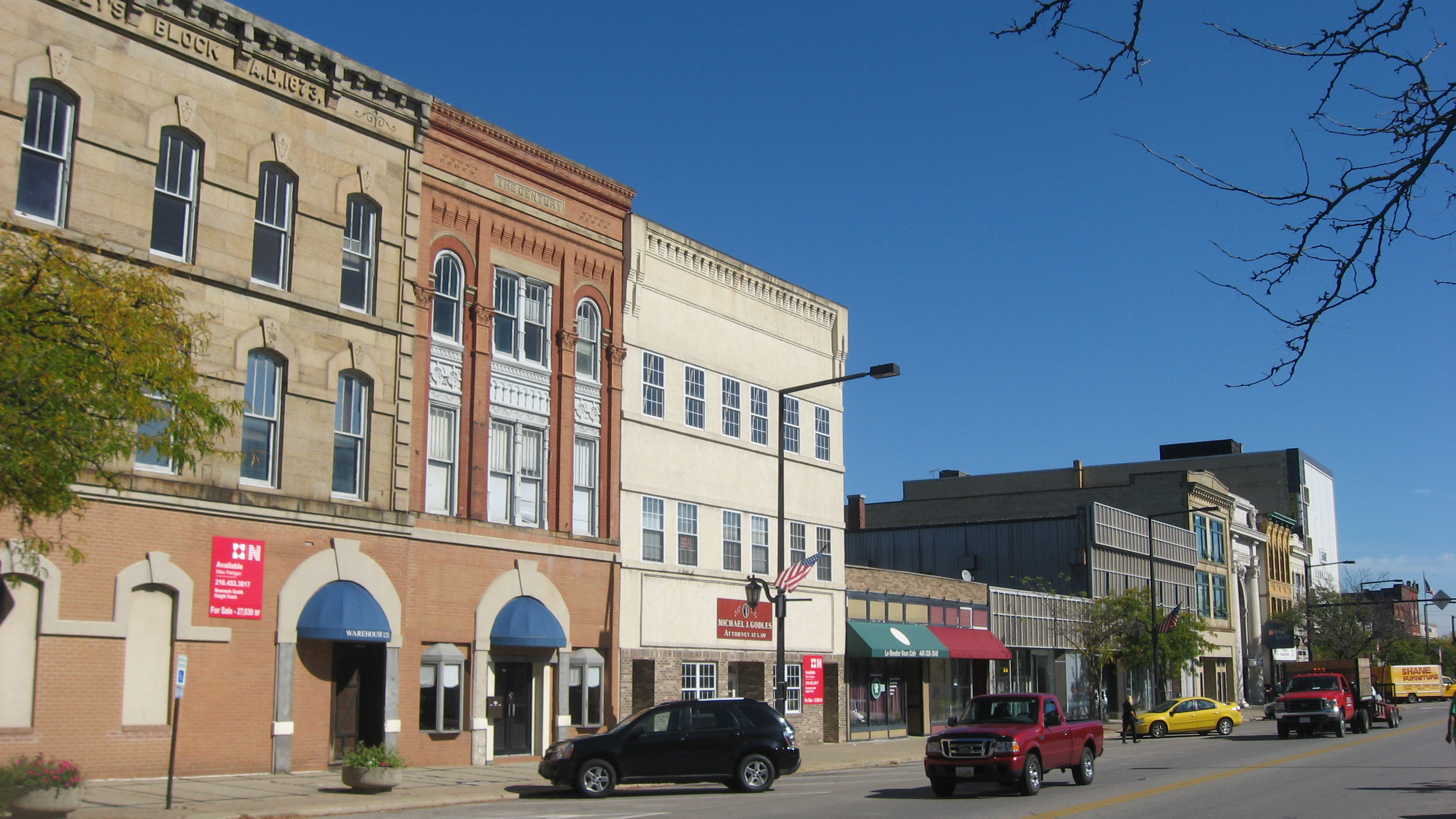
エリリア・ダウンタウン＝ウェスト・アベニュー歴史地区の街並み

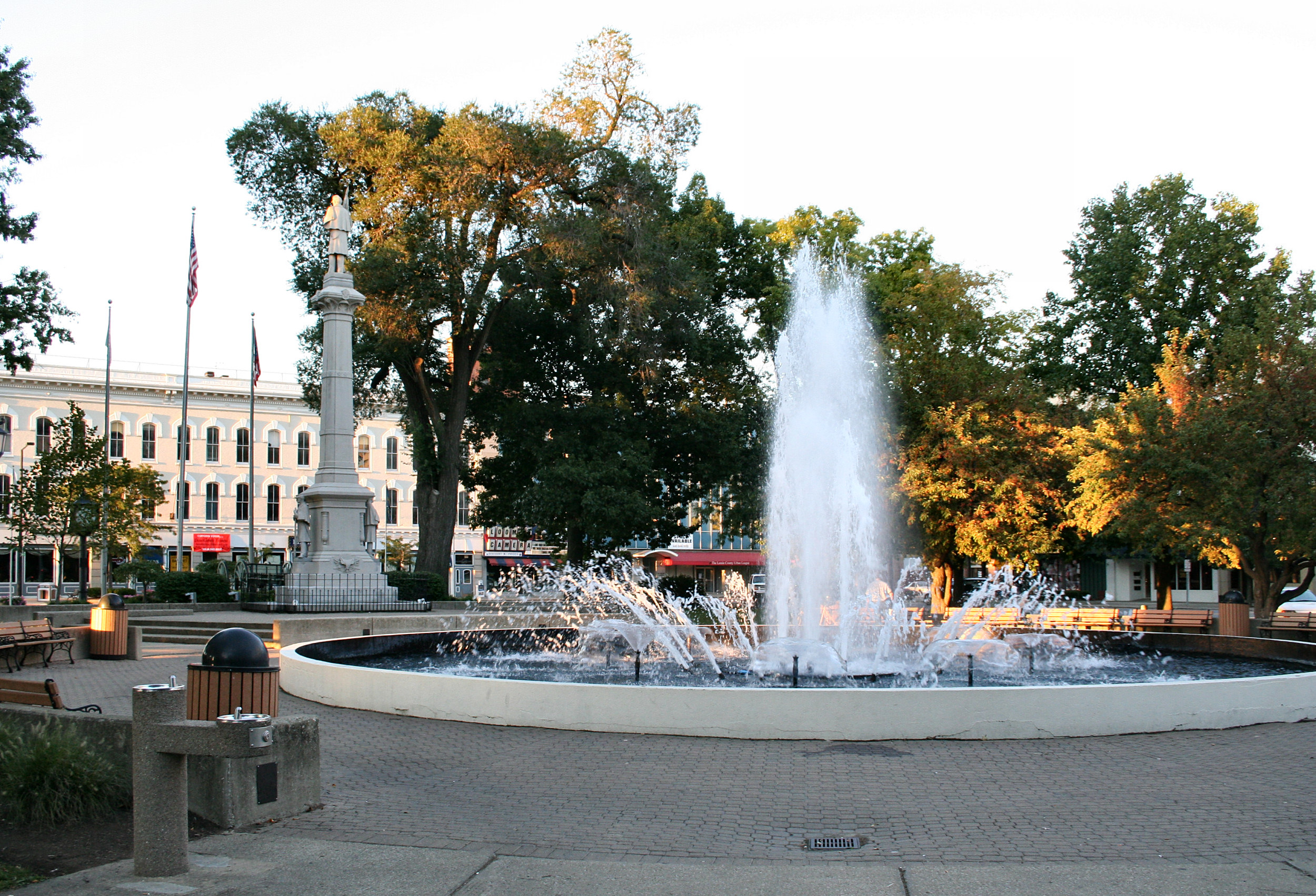
イーライ公園

エリリアのダウンタウンは小規模で、ブラック川の東西両支流に挟まれた、東にイースト・アベニュー、西にウェスト・アベニュー、南に5thストリート、北にノーフォーク・サザン鉄道の線路に囲まれた、東西、南北とも600m四方の区域に形成されている。この区域はエリリア・ダウンタウン＝ウェスト・アベニュー歴史地区として、2001年に国家歴史登録財に指定された。数字のついた通りは、ブラック川の東西両支流の間、市の東西の目抜き通りであるブロード・ストリートよりも南に十数本あり、ブロード・ストリートから離れるほど数字が大きくなる。
また、ダウンタウンの中心、東にミドル・アベニュー、西にコート・ストリート、南に2ndストリート、北にブロード・ストリートに囲まれた区画はイーライ公園になっている。同園の中央には噴水があり、その北側には1888年に建てられた、南北戦争の記念碑が立っている。

## 政治

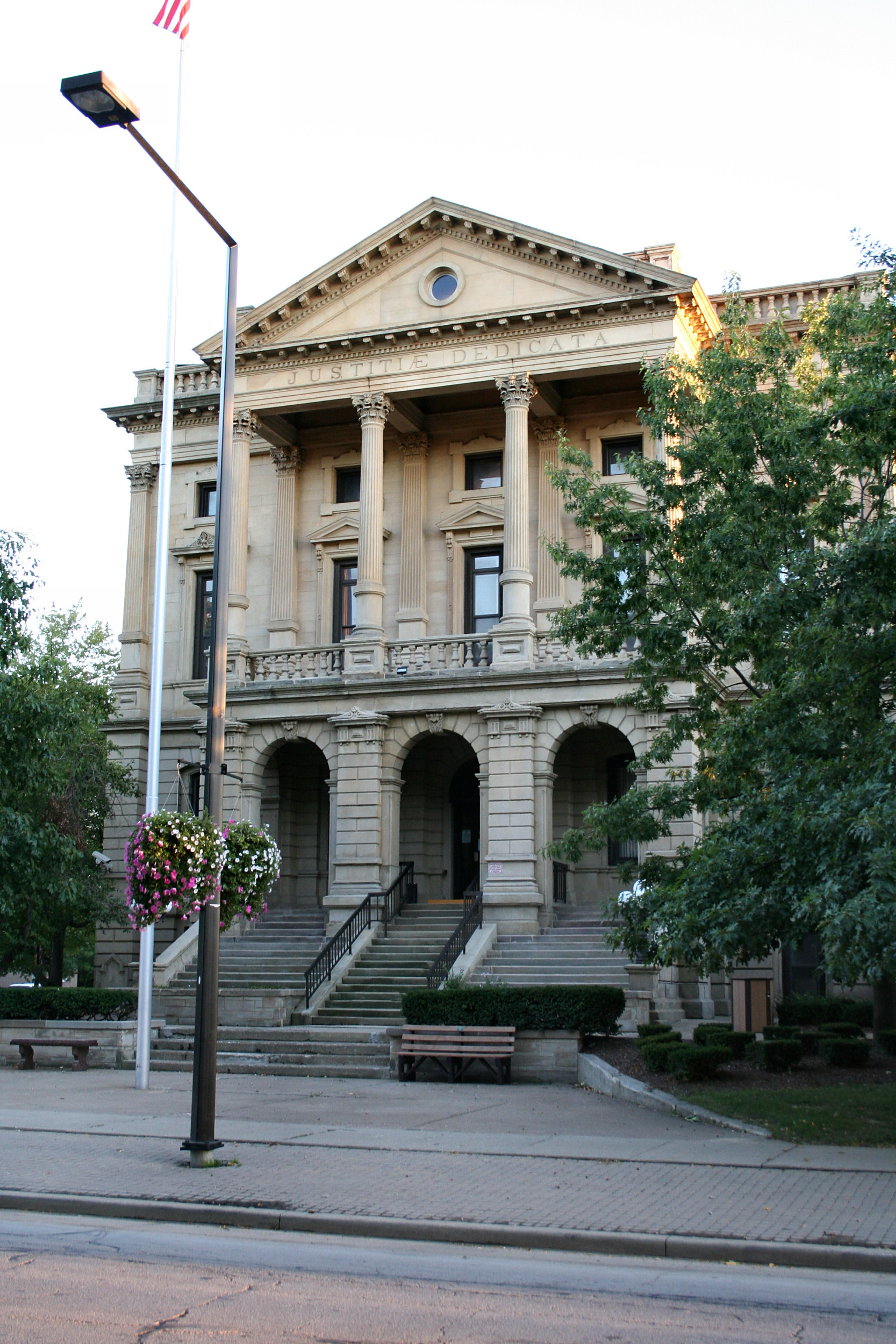
ロレイン郡地方裁判所。1975年に国家歴史登録財に指定された。

エリリアは市長制を採っている。市長は市の行政、執行、および法的執行の最高責任者であり、市の憲章および条例の定めるところにおいて市政府各局の業務全てに責任を負う。市長は市政府各局の長の人事権を有し、市議会に出席でき（ただし投票はできない）、憲章や条例の定めるところが忠実に執行されていることを監督し、年間の予算を準備する義務を負う。また、市長は市議会に報告義務を負うと共に、市政府各局の長や職員からの報告や情報提供を要求する権利を有する。市長は全市からの投票で選出され、その任期は4年である。
市の立法機関である市議会は11人の議員から成っている。そのうち7人は市を7つに分けた小選挙区から1人ずつ選出され、残りの4人は全市から選出される。市議会議長は議員の中から選出される。また、書記官は市議会の任命によって就任する。市議会議長も議員として市議会における投票権を持っているが、議長および議員の両方として2票以上を投じることはできない。市議員の任期は2年である。

## 経済

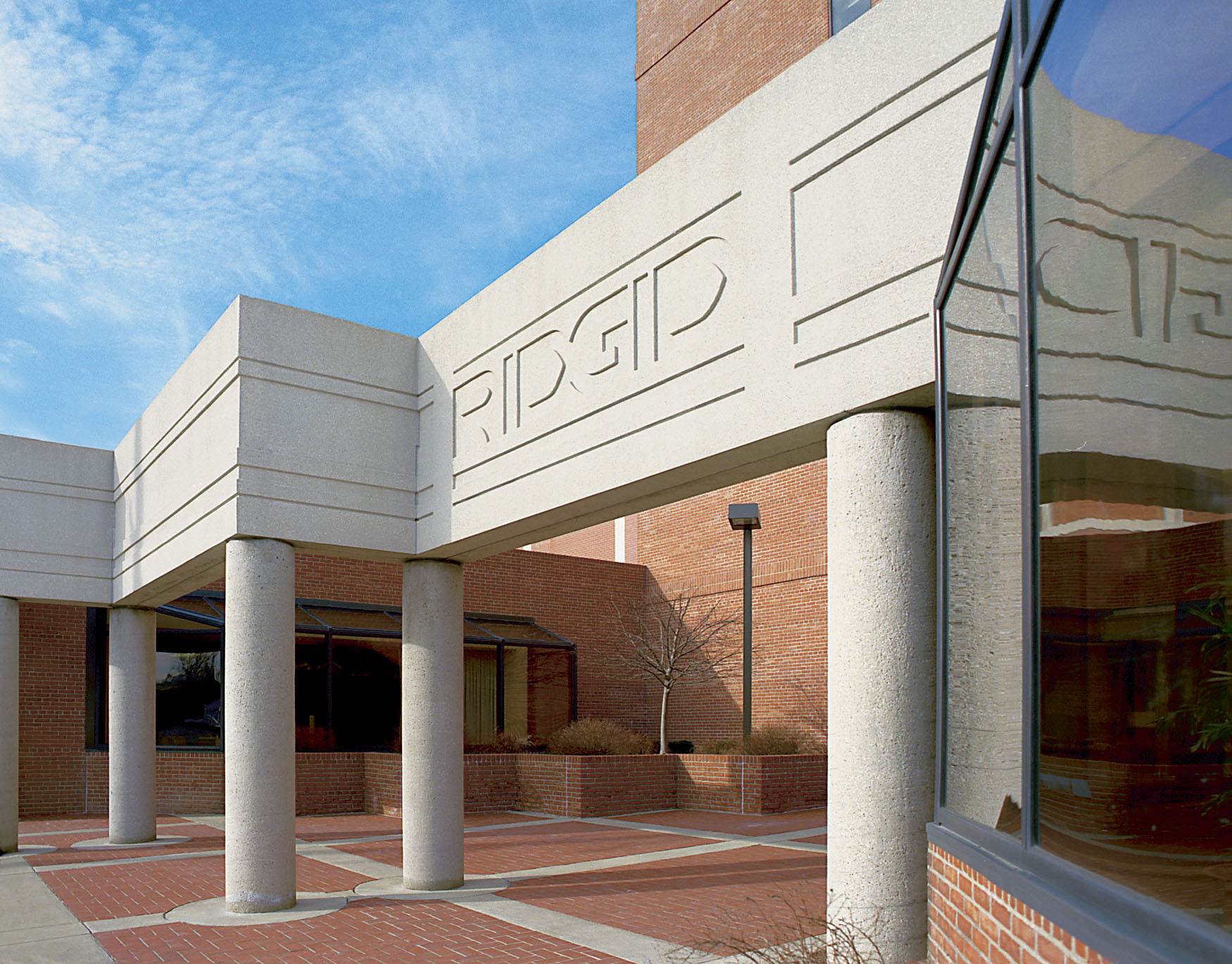
リッジツール本社

エリリアは郊外都市でありながら工業都市としての側面も持っており、製造業を中心にいくつかの企業が本社を置いている。その中には、1885年に創業した、車椅子をはじめとする福祉用具メーカーのインバケアや、Ridgid ブランド、特にパイプレンチで知られる、エマソン・エレクトリック傘下の配管工具メーカーのリッジツールといった、世界的にビジネスを展開している企業もある。また、クノールブレムゼ傘下のベンディックス商用車システムは、エリリアにその拠点の1つを置いている。

## 交通

### 空港
エリリアを含むクリーブランド都市圏の第1空港は、クリーブランドのダウンタウンの南西17km、エリリアのダウンタウンからは東へ約25kmに立地する、クリーブランド・ホプキンス国際空港（IATA: CLE）である。ユナイテッド航空のハブ空港であり、デルタ・アメリカン両航空会社やサウスウエスト航空、ジェットブルー航空も就航しており、全米から多数の直行便がある。

### 鉄道

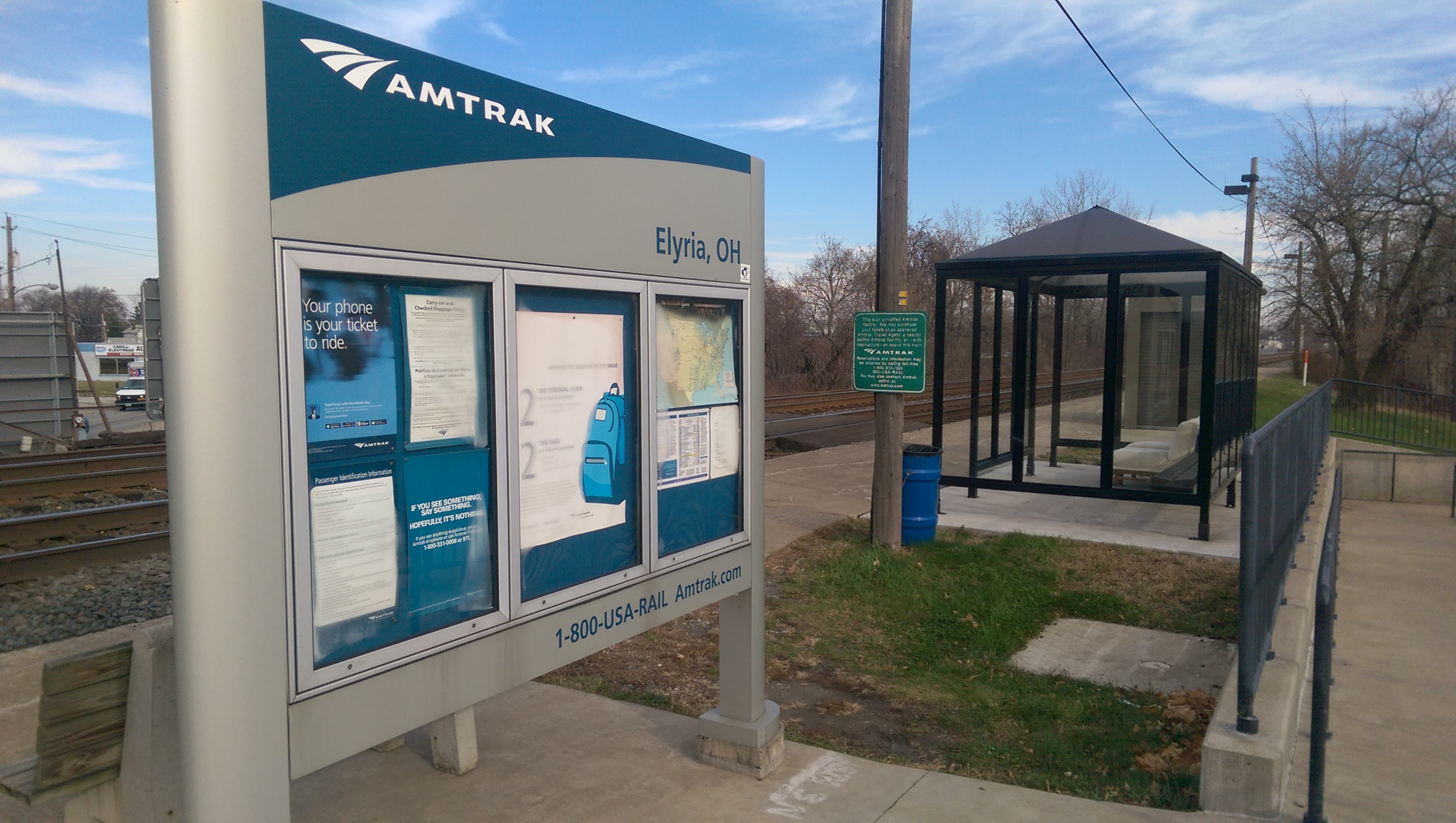
アムトラックのエリリア駅

エリリア駅はダウンタウンの東、イースト・リバー・ロード410にある。エリリア駅には
アムトラックのシカゴ-ニューヨーク・ボストン間を結ぶ夜行長距離列車レイクショア・リミテッド号、シカゴ-ワシントン間をクリーブランド経由で結ぶ夜行長距離列車キャピトル・リミテッド号がそれぞれ1日1往復停車する。

### バス
グレイハウンドのバスストップはダウンタウンの北東端に立地するロレイン郡交通・コミュニティセンターに併設されている。このバスストップには、シカゴとワシントンD.C.をクリーブランド経由で結ぶバスが停車する。また、ロレイン郡交通局はエリリアを中心に、エリリアとロレインを結ぶ2系統、およびエリリア市内循環2系統の、計4系統の路線バス網を運行している。

### 道路
I-80とI-90の2本の州間高速道路は、いずれもエリリア市域北部を通っており、市の北西で分岐/合流する。I-80とI-90のいずれも大陸を横断する幹線であり、オハイオ州内においては、I-80（I-90との併用区間含む）は州北部を横断するオハイオ・ターンパイクという有料道路になっている。また、クリーブランド都市圏においては、I-80の支線であり、エリリアの東でI-80本線と合流/分岐するI-480や、I-90本線は、クリーブランドの都市高速道路網の一部を成している。加えて、同じくクリーブランド都市圏の高速道路網を成し、エリリア市内においてはI-90と併用されている州道2号線は、エリリアよりさらに西へサンダスキーやポートクリントンへと至っている。I-480の延長上を通る州道10号線・国道20号線は市の南を通り、大学町オバーリンへと通じている。

## 教育
エリリアにおけるK-12課程は主にエリリア市学区の管轄下にある公立学校によって支えられている。同学区は小学校（就学前・幼稚園・1-5年生）8校、中学校（6-8年生）3校、高校（9-12年生）1校を抱えている。また、ダウンタウンの南に隣接するブロックを占める、同学区唯一の高校であるエリリア高校の敷地内には、824席のホールを持つエリリア演技芸術センターが立地している。

## 文化と名所

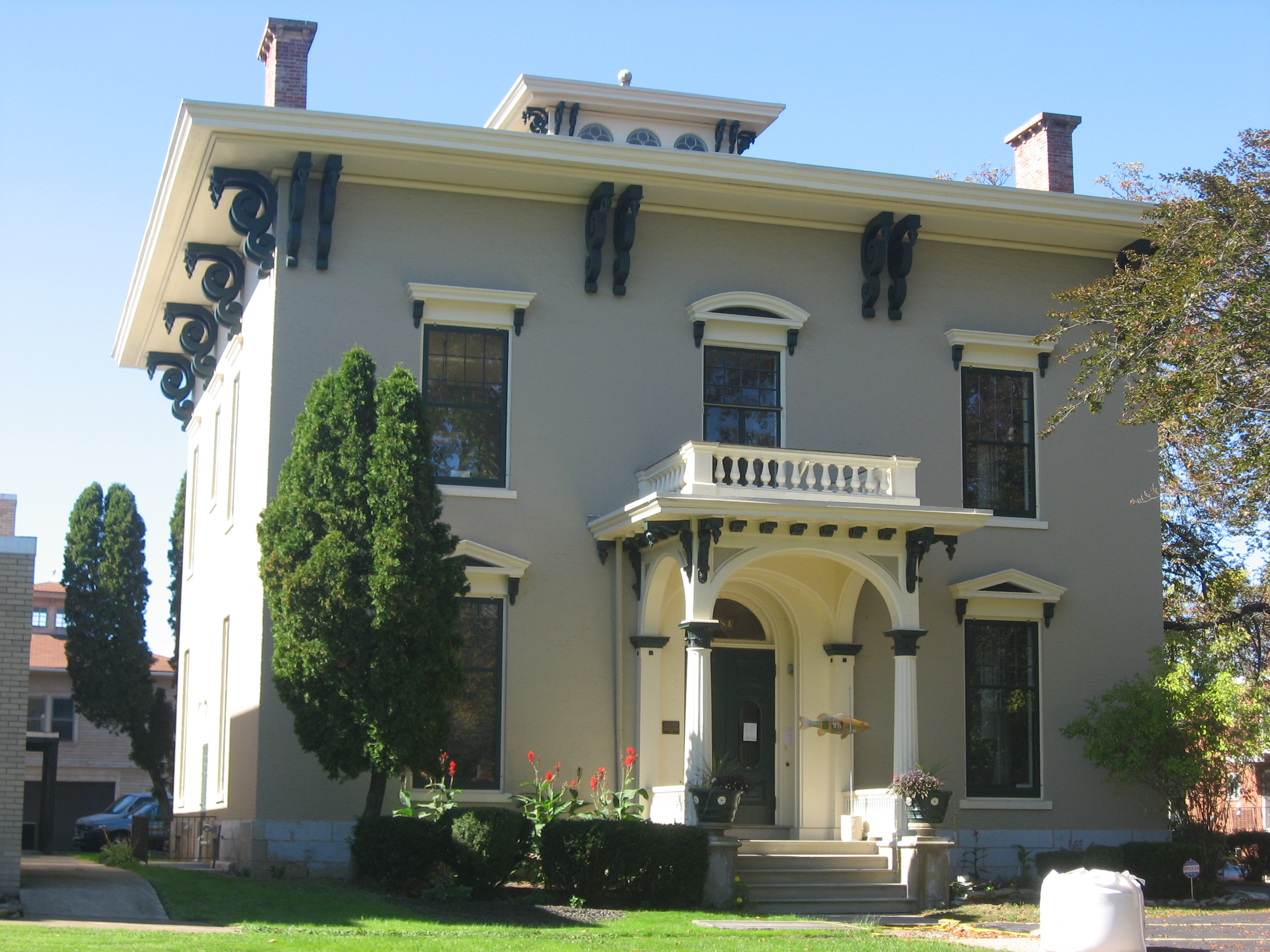
ロレイン郡歴史センター

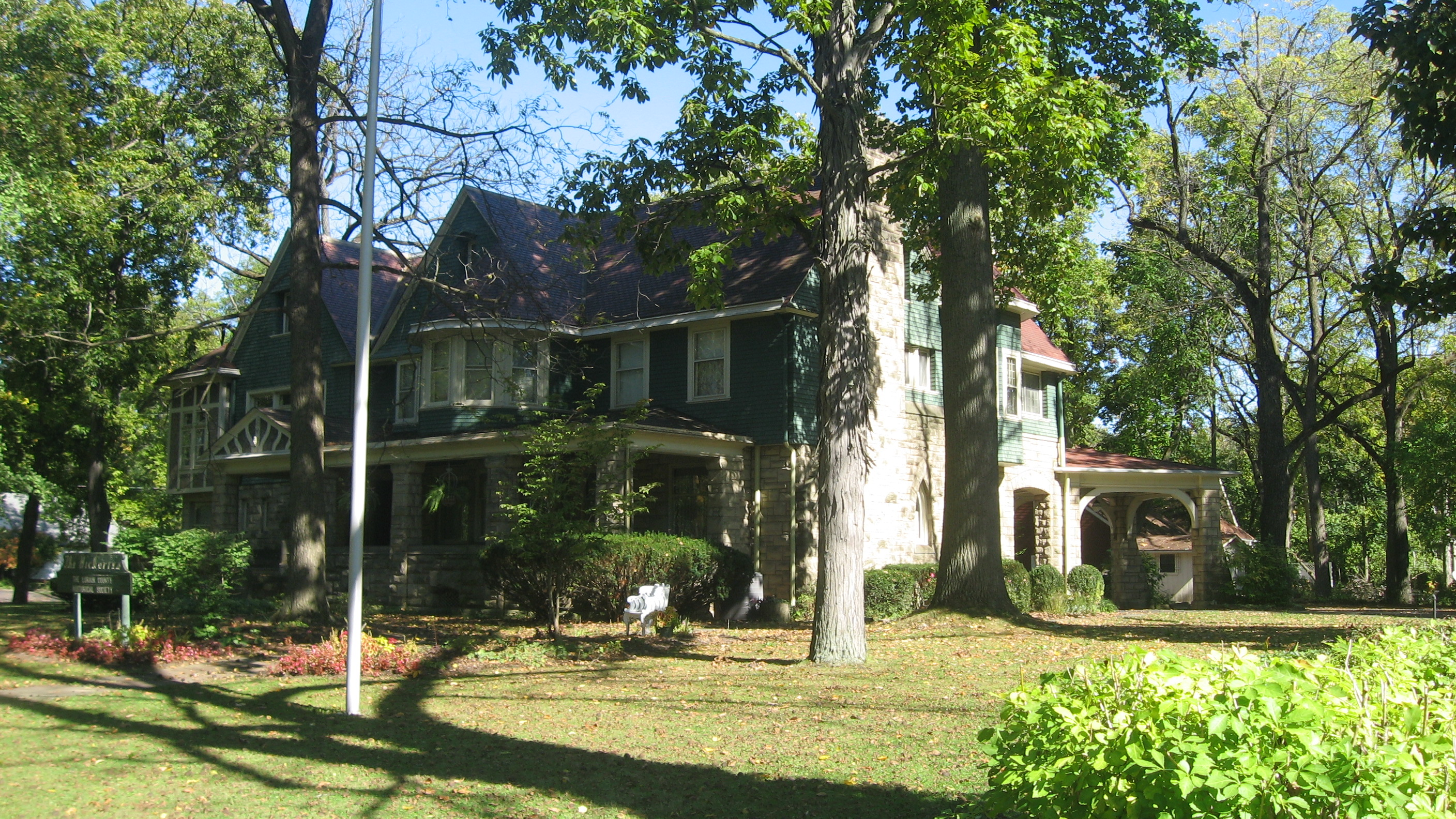
ヒッコリーズ博物館

ロレイン郡歴史センターはダウンタウンからワシントン・アベニューを北へ、ブラック川を渡ってすぐの所に立地している。同センターはロレイン郡歴史協会の本部として管理事務所を置いているほか、博物館、図書館、土産物店を併設しており、一般に公開している。同センターの建物は、もともとは1857年にイタリアネイト建築様式で建てられた家屋で、1979年に国家歴史登録財に指定された。
ロレイン郡歴史センターの北にはヒッコリーズ博物館が立地している。同館は1895年に建てられた豪邸を博物館に転用したもので、そのロマネスク建築様式の家屋は1974年に国家歴史登録財に指定された。内部は1900年代初頭のロレイン郡における上流階級の家族の暮らしを伝える家具や調度品が保存され、そのまま展示物となっている。

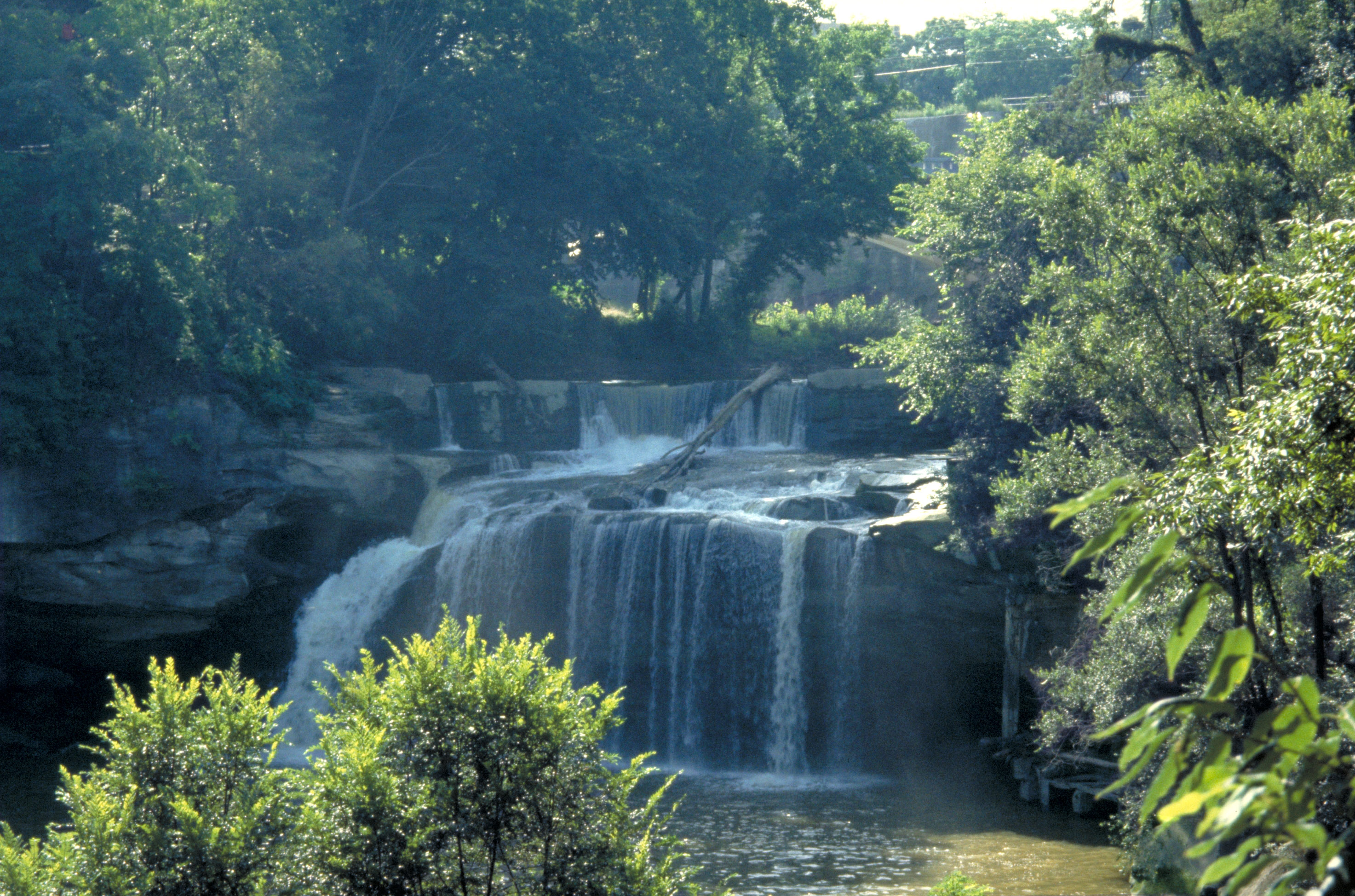
カスケード公園内の滝

エリリア市内の公園の中でも、とりわけ規模が大きいのが、ダウンタウンから北へ約1km、東西ブラック川の合流点のすぐ下流、西岸に立地するカスケード公園と、東岸に立地するイーライウッドの森である。東西両岸あわせて広さ55ヘクタールにおよぶこの公園は、五大湖を形成したものと同じ氷河が形成した渓谷を中心に広がっており、深い森に覆われており、ブラック川の滝もある。また、園内にはピクニックエリアもあり、秋季には紅葉の名所ともなる。この公園では、1920-80年代にかけて、岩窟を利用した檻の中で最大3頭の熊が飼育されていた。

## 人口推移
以下にエリリア市における1830年から2010年までの人口推移を表およびグラフでそれぞれ示す。クリーブランド・エリリア都市圏、およびクリーブランド・アクロン・カントン広域都市圏全体の人口については、クリーブランド (オハイオ州)#都市圏人口を参照のこと。
| 統計年 | 人口     |
| ------ | -------- |
| 1830年 | 168人    |
| 1840年 | 936人    |
| 1850年 | 1,482人  |
| 1860年 | 1,613人  |
| 1870年 | 3,038人  |
| 1880年 | 4,777人  |
| 1890年 | 5,611人  |
| 1900年 | 8,791人  |
| 1910年 | 14,825人 |
| 1920年 | 20,474人 |
| 1930年 | 25,633人 |
| 1940年 | 25,120人 |
| 1950年 | 30,307人 |
| 1960年 | 43,782人 |
| 1970年 | 53,427人 |
| 1980年 | 57,538人 |
| 1990年 | 56,746人 |
| 2000年 | 55,953人 |
| 2010年 | 54,533人 |

## 註
1. ↑  “Quickfacts.census.gov”. 2023年11月9日閲覧。
2. ↑  Gannett, Henry. The Origin of Certain Place Names in the United States. p.118. U.S. Government Printing Office. 1905年.
3. 1 2 3  Elyria, Ohio. Ohio History Central. Ohio Historical Society. 2015年11月29日閲覧.
4. ↑  How Elyria Became the County Seat. Lorain County Historical Society. 2015年11月29日閲覧
5. ↑  Elyria in 1900. History of Elyria: Greetings from Elyria, Ohio. 2015年11月29日閲覧.
6. ↑  Arthur Garford. Ohio Historical Society. 2015年11月29日閲覧.
7. ↑  Elyria in 1900: Commerce. History of Elyria: Greetings from Elyria, Ohio. 2015年11月29日閲覧.
8. ↑  Lorain National Bank Building. Emporis. 2015年11月29日閲覧.
9. ↑  Elyria in 1950. History of Elyria: Greetings from Elyria, Ohio. 2015年11月29日閲覧.
10. ↑  Elyria in 1970. History of Elyria: Greetings from Elyria, Ohio. 2015年11月29日閲覧.
11. 1 2 3 4  OHIO - Lorain County. National Register of Historic Places. 2015年11月29日閲覧.
12. ↑  Civil War Memorial Elyria, OH. Ohio Outdoor Sculpture Inventory. 2015年11月30日閲覧.
13. ↑  "Article I: Name, Boundaries and Form of Government". Charter of the City of Elyria, Ohio, Codified Ordinances of the City of Elyria, Ohio. City of Elyria. 2014年12月31日.
14. ↑  "Article V: Mayor". Charter of the City of Elyria, Ohio, Codified Ordinances of the City of Elyria, Ohio. City of Elyria. 2014年12月31日.
15. ↑  "Article III: Council". Charter of the City of Elyria, Ohio, Codified Ordinances of the City of Elyria, Ohio. City of Elyria. 2014年12月31日.
16. ↑  History, Contact Us. Invacare. 2015年12月6日閲覧.
17. ↑  Contact Us. Ridge Tool. 2015年12月6日閲覧.
18. ↑  リッジ事業部. 日本エマソン. 2015年12月6日閲覧.
19. ↑  Global presence, local competence. Knorr-Bremse. 2015年12月6日閲覧.
20. ↑  Cleveland Hopkins Int'l. (Form 5010) Airport Master Record. Federal Aviation Administration. 2015年10月15日. 2015年12月6日閲覧.
21. ↑  Elyria, OH. Amtrak. 2016年7月3日閲覧
22. ↑  Lake Shore Limited. P2. Amtrak. 2016年1月11日. 2016年6月27日閲覧 （PDFファイル）
23. ↑  Capitol Limited. P2. Amtrak. 2016年1月11日. 2016年7月3日閲覧 （PDFファイル）
24. ↑  Elyria  (e). Greyhound. 2015年12月6日閲覧.
25. ↑  Greyhound: Service for Elyria, OH - USA. Lorain County. 2015年12月6日閲覧.
26. ↑  Fixed Route Bus Information. Lorain County. 2015年12月6日閲覧.
27. ↑  Elementary Schools, Middle Schools, Elyria High School. Elyria City Schools. 2015年12月閲覧.
28. ↑  Elyria Performing Arts Center, Facility Information. Elyria City Schools. 2015年12月閲覧.
29. ↑  The Lorain County History Center. Lorain County Historical Society. 2015年12月7日閲覧.
30. 1 2  The Hickories Museum. Lorain County Historical Society. 2015年12月7日閲覧.
31. ↑  Cascade Park. Lorain County Metro Parks. 2015年12月7日閲覧.
32. ↑  Cascade Park. Lorain County Visitors Bureau. 2015年12月7日閲覧.
33. ↑  Mancine, Benjamin. Elyria in Vintage Postcards. p.104. Chicago: Arcadia Publishing. 2004年. ISBN 9780738532707.
34. ↑  Gibson, Campbell. Population of the 100 Largest Cities and Other Urban Places in the United States: 1790 to 1990. US Census Bureau. 2005年.